# Christian Rudolph Müller
Christian Rudolph Müller (født 13. november 1651 i København, død 12. januar 1712) var en dansk biskop, søn af professor juris, senere borgmester i Flensborg, Johan Müller.
Fra Flensborg Skole kom han til gymnasiet i Danzig og studerede derpå 3 år i Kønigsberg. Siden kom han til København, hvor han blev huslærer hos gehejmeråd von Støcken, men allerede 1675 feltpræst ved et Holstensk dragonregiment og var med ved Wismars belejring. Samme år blev han hjælpepræst i Neuenbrook ved Krempe. I 1684 udnævntes han til tysk hofpræst i København, 1695 tillige til professor ved det derværende ridderakademi, og 1700 meddeltes ham efter kongelig ordre den teologiske doktorgrad. I 1703 blev han Kingos eftermand som biskop i Odense. Müller var en besynderlig upraktisk og konfus mand, der snart blev et villigt redskab for den træske stiftsprovst Carstens og derved bragte en række sørgelige bryderier over sit liv. Han blev af Carstens opægget til usømmelig retstrætte med Kingos enke i anledning af afleveringen af stiftsmidlerne. Med stiftets præster og degne kunne han heller ikke forliges og trak som oftest det korteste strå. En særlig vidtløftig proces endte 1710 ved Højesteret med, at han måtte betale en degn 100 rigsdaler for tilføjet spot og skade. Da han heller ikke var det danske sprog ret mægtig, skaffede dette ham også mange fortrædeligheder på hans visitatser. På en af disse døde han hos sin svigersøn i Vesterborg (ved Nakskov), dog ikke i præstegården, men mærkelig nok i hospitalet, hvor han "for større Roligheds Skyld" havde lagt sig. Han var gift med Cecilie Margrethe, født Clüwer (død 1715), datter af borgmester Marcus Clüwer i Krempe og enke efter hans formand, Johan Birkenbusch, i Neuenbrook. Blandt hans sønner var biskop Marcus Müller.